# Großer Preis von Rouen 1956, 2. Rennen

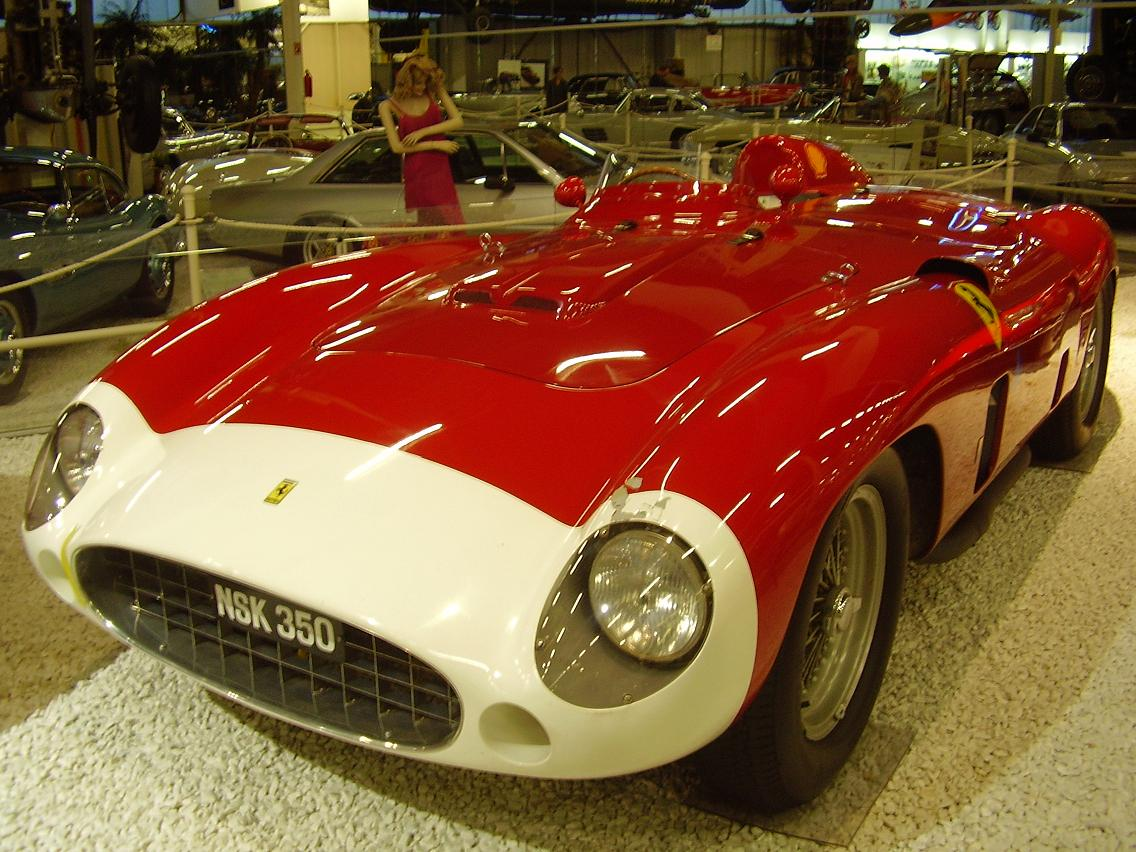
Ferrari 860 Monza

Der Große Preis von Rouen 1956, auch Grand Prix de Rouen (Coupe Delamare Deboutteville), Rouen-les-Essarts, war ein Sportwagenrennen, das am 8. Juli 1956 auf der Rennstrecke von Rouen-les-Essarts ausgefahren wurde. Das Rennen zählte zu keiner Rennserie.

## Das Rennen
Der Große Preis von Rouen wurde 1956 als Sportwagenrennen ausgeschrieben und bestand aus zwei unabhängigen Rennen. Für die 1950er-Jahre nicht unüblich gingen Rennfahrzeugen unterschiedlicher Klassen in zwei separaten Läufen an den Start. Erst gingen Fahrzeuge unter 1,5-Liter-Hubraum ins Rennen. Es gab einen Doppelsieg für das Team Lotus; Colin Chapman gewann vor seinem Teamkollegen Cliff Allison (beide fuhren das Modell Lotus Eleven).
Danach gab es einen Dreikampf in der Klasse bis 3-Liter-Hubraum zwischen den italienischen Rennteams von Ferrari und Maserati und dem Werksteam von Aston Martin. Nach 50 Runden triumphierte Eugenio Castellotti im Ferrari 860 Monza vier Sekunden vor Stirling Moss im Aston Martin DB3S.

## Ergebnisse

### Schlussklassement
| 1           | S 3.0 | 2  | Scuderia Ferrari        | Eugenio Castellotti     | Ferrari 860 Monza    | 50 |
| 2           | S 3.0 | 14 | Aston Martin            | Stirling Moss           | Aston Martin DB3S    | 50 |
| 3           | S 3.0 | 8  | Maserati                | Jean Behra              | Maserati 300S        | 50 |
| 4           | S 3.0 | 16 | Aston Martin            | Tony Brooks             | Aston Martin DB3S    | 50 |
| 5           | S 3.0 | 20 | Aston Martin            | Roy Salvadori           | Aston Martin DB3S    | 49 |
| 6           | S 3.0 | 6  | George Tilp             | Phil Hill               | Ferrari 857S         | 49 |
| 7           | S 3.0 | 42 | Ecurie Ecosse           | Desmond Titterington    | Jaguar D-Type        | 49 |
| 8           | S 3.0 | 26 | Benoît Musy             | Benoît Musy             | Maserati 300S        | 49 |
| 9           | S 3.0 | 4  | Scuderia Ferrari        | Alfonso de Portago      | Ferrari 290MM        | 48 |
| 10          | S 3.0 | 36 | Ecurie Francorchamps    | Freddy Rousselle        | Ferrari 750 Monza    | 45 |
| 11          | S 3.0 | 34 |                         | Jean Lucas              | Ferrari 750 Monza    | 44 |
| 12          | S 3.0 | 49 |                         | Wolfgang Seidel         | Mercedes-Benz 300 SL | 43 |
| 13          | S 3.0 | 32 | François Picard         | François Picard         | Ferrari 750 Monza    | 42 |
| 14          | S 3.0 | 10 | Maserati                | Cesare Perdisa          | Maserati 300S        | 37 |
| 15          | S 3.0 | 24 | Francisco Godia-Sales   | Francisco Godia-Sales   | Maserati 300S        | 33 |
| 16          | S 3.0 | 44 | Hernando da Silva Ramos | Hernando da Silva Ramos | Gordini T15S 2.5     | 31 |
| Ausgefallen |       |    |                         |                         |                      |    |
| 17          | S 3.0 | 30 |                         | Louis Rosier            | Ferrari 750 Monza    | 8  |
| 18          | S 3.0 | 12 | Scuderia Ferrari        | Harry Schell            | Ferrari 750 Monza    |    |
| 19          | S 3.0 | 18 | Aston Martin            | Peter Collins           | Aston Martin DB3S    |    |
| 20          | S 3.0 | 22 | Peter Whitehead         | Peter Whitehead         | Maserati 300S        |    |
| 21          | S 3.0 | 46 |                         | Hans Tak                | Mercedes-Benz 300 SL |    |

### Nur in der Meldeliste
Hier finden sich Teams, Fahrer und Fahrzeuge, die ursprünglich für das Rennen gemeldet waren, aber aus den unterschiedlichsten Gründen daran nicht teilnahmen.
| Pos. | Klasse | Nr. | Team     | Fahrer         | Chassis              |
| ---- | ------ | --- | -------- | -------------- | -------------------- |
| 22   | S 3.0  | 12  | Maserati | Piero Taruffi  | Maserati 300S        |
| 23   | S 3.0  | 28  |          | Ken Wharton    | Maserati 300S        |
| 24   | S 3.0  | 38  |          | Jacques Pollet | Mercedes-Benz 300 SL |
| 25   | S 3.0  | 46  |          | Lex Beels      |                      |

### Klassensieger
| Klasse | Fahrer              | Fahrzeug          | Platzierung im Gesamtklassement |
| ------ | ------------------- | ----------------- | ------------------------------- |
| S 3.0  | Eugenio Castellotti | Ferrari 860 Monza | Gesamtsieg                      |

### Renndaten
- Gemeldet: 25
- Gestartet: 21
- Gewertet: 16
- Rennklassen: 1
- Zuschauer: unbekannt
- Wetter am Renntag: unbekannt
- Streckenlänge: 6,542 km
- Fahrzeit des Siegerteams: 2:10:31,000 Stunden
- Gesamtrunden des Siegerteams: 50
- Gesamtdistanz des Siegerteams: 327,100 km
- Siegerschnitt: 150,369 km/h
- Pole Position: Jean Behra – Maserati 300S (#8)
- Schnellste Rennrunde: Cesare Perdisa – Maserati 300S (#10)
- Rennserie: zählte zu keiner Rennserie